# 文成帝南巡碑
文成帝南巡碑（或稱皇帝南巡之頌碑）是一塊以漢文書寫於西元五世紀中葉的紀念碑，碑文內容紀念了北魏和平二年（461年）文成帝拓跋濬南巡以及其與群官仰射山峰的情景。

## 考古發掘
1987年，中國的靈丘縣文物管理所在山西靈丘縣城東南方15公里處的唐河河階台地上發現了三塊北魏時代的殘碑，後來在1993年10月的再次考察中又發現了七塊殘碑。

## 碑文內容
以下是經過考察和清理後得出的碑文內容：

### 碑陽
第1至7塊
維和平二年歲在辛丑三月丁巳朔□」皇帝南巡自定州至於鄴都所過郡國」禊於衡水之濱［嘗］射於廣平之野於時皇」宋［遣］使慶□□［報］修聘問之義貢殊方之□」濱舞□□之舞奏金石之樂樂成禮畢」謳歌之聲野夫有擊壤之歡［焉］」［刃］興安二年嘗［拉射］於此山复」□安南將軍南鄭公毛□［仁］寧南」前將軍魯陽侯韓道仁內［阿］□宗［等數］百人皆出山數丈然□」而射之整□□□□□［川］岳箭出□」□□□□知事□□□固有非常□」□□□□［道仁］□□□□□未之聞」⧄（殘13字）［審］□□［主］⧄（殘34字）［威］⧄（殘8字）郡□□［御射］⧄（殘7字）［既］超□冠□［風］⧄（殘8字）［將］□□靈⧄（殘84字）

第8塊
公斛」將

第9塊
三月止□」文

### 碑陰
第1列
侍中［撫］軍［大將軍太子太傅司徒公平原王［步］六孤［伊］□」侍中特［進］車騎大將軍□太子太保尚書太原王一弗步□□」六□將軍□羽真襄邑子呂河一西」中常侍寧東將軍太子太保尚書［西］郡公尉遲其［地］」中常侍寧西將軍［儀］曹尚書領中祕書太子少師彭城公張益宗」中常侍寧南將軍太子少傅尚書平涼公林金閭」散騎常侍寧東將軍西起部尚書東海公楊保年」寧南將軍殿中尚書日南公斛骨乙莫干」左衛將軍內都幢將福祿子乙旃惠也拔」寧□將軍宰官內阿干魏昌男代伏云右子尼」［左］衛將軍內阿干太子左衛帥安吳子乙旃阿奴」□□［將軍］太子庶子內阿干晉安男蓋婁太拔」揚烈將軍內阿干陰陵男社利幡乃婁」安［北］將軍內阿干東平公是婁勅万斯」寧東將軍內阿干［建］安男尉遲沓亦干」中常侍寧南將軍太子率更令內阿干南陽公張天度」中［常侍］寧南將軍□□□太子家令平陽公賈愛仁」［散］□□□［內］阿干嘉寧男若干若周」⧄（殘6字）拔忍昕⧄（殘8字）普陵」⧄（殘8字）［陽］男吐難子如剴」⧄（殘9字）江乘男一弗阿伏真」寧［朔將軍］□□［范］陽子韓天愛」中堅將軍□□□□□武子賀若盤大羅」庫部內阿［干］□□庫蘭」內行內三郎高平國」內行內三郎段魚陽」寧朔將軍內行令永平子胡墨田」廣威將軍建德子內行內小賀若貸別」內行內小步六孤龍成」內行內小賀賴去本」內行內小素和莫各豆」內行內小□金□」內行內小乙旃伏洛汗」內行內小□□□□」內行內小□□［他仁］」內行內小伊樓諾」內行內小［挾］庫仁真」內行內小馬［橐］」內行內小高□各拔」內行內小叱羅騏」內行內小吐伏盧大引」內行內小步六孤羅」內行內小衛道溫」內行內小乙旃俟［俟］」內行內小同□各拔」內行內小呂□」內行內小韓□生」內行內小莫耐婁□」鷹揚將軍內行令蔡陽男宿六斤阿□」內行令直懃□六孤」右五十一人內侍之官

第2列
⧄（殘12字）」［右將］⧄（殘11字）」□［材將］⧄（殘10字）懃天□」⧄（殘93字）［將軍］□［列］□□□［王］□□［提］折［閭］□」衛大將軍［樂］安王直□何良」平東將軍樂良王直□□大汗□」征西將軍常山王［直］□□□連戊烈」散騎常侍征東將軍光［祿］□□中山公杜豐」散騎常侍平西將軍駕部尚□□陽公□□尸婆」征東大將軍駙馬都尉□□郡王茹茹常友」散騎常侍龍□將軍□□公素和勅俟伕」侍中安南大將軍殿中尚書□□東安王獨孤侯尼須」侍中尚書左僕射安南將軍□□□平昌公素和其奴」平東將軍選部尚書□□陽樂侯常伯夫」散騎常侍安南將軍［尚］書羽真南郡公毛法仁」武衛將軍［特］□□城子比子乙得」散騎常侍□□□□□部尚書丹陽公符真衛」寧東［將］□□□□□侯胡優比西□［陀］」散騎常⧄（殘7字）安復侯拔拔俟俟頭」散騎常□□□□□［太］子少保儀曹尚書扶風公李真奴」散騎⧄（殘8字）尚書汝南公袁紇尉斛」散騎⧄（殘8字）［部］尚書興平侯宜懃渴侯」寧⧄（殘10字）永興侯［熱］阿久仁」⧄（殘11字）順陽公直懃郁豆眷」⧄（殘12字）［選部］尚書［長廣］公豆連求周」⧄（殘10字）尚書東□公黃盧頭」⧄（殘13字）［書］高都公慕容白曜」⧄（殘10字）魯陽侯韓道仁」⧄（殘11字）拔□地力懃真」⧄（殘11字）［野］王侯呂羅漢」（殘9字）斛律諾斗拔」⧄（殘12字）侯斛律頞拔」⧄（殘11字）［中］濟陽男孔伯恭」⧄（殘10字）男胡莫那」⧄（殘11字）素和匹于提」⧄（殘12字）右以斤」⧄（殘12字）懃倍斤」⧄（殘13字）天愛」⧄（殘14字）乾」⧄（殘14字）兒」⧄（殘15字）

第3列
中堅將軍內三郎□［將南］□□□□」折沖將軍內三郎⧄（殘8字）」□□［將軍］內三郎□□［特土何］□□」［右將軍內］三郎□□□□［素］□［與娥駑］」□□［將軍］內三郎⧄（殘7字）」［鷹］揚將軍內三郎□□［賀］□□［婁］」中壘將軍□□□□［素］和使若須」寧朔將軍都長史給事中河中□□子蓋婁內亦干」威遠將軍都長史給事中高平男楊丑頺」左將軍給事夷都將越懃右以斤」鷹揚將軍太官給事慕容男吳都」右衛將軍駕部給事□［惕］乙弍小」寧遠將軍駕部給事□□□□［進蒙］」右軍將軍殿中給事□□子丘目陵□仁」振武將軍殿中給事□□□□烏地干」□□將軍殿中給事［壽］張子胡翼［以吉智］」綏遠將軍中書給事李何思」驍騎將軍給事新安子趙騰」驍騎將軍給事武安子任玄通」鷹揚將軍給事［馳魚］男楊思福」折沖將軍給事南□男胡比他紇」東鉀杖庫給事拔烈蘭真樹」宣威將軍殿中給事出大汗僖德」驍騎將軍殿中給事武原子屋引立真□」驍騎將軍殿中給事新安子莫那婁愛仁」驤威將軍內三郎斛骨［呈］羯」輕車將軍內三郎斛律莫烈」內三郎高長城」內三郎其連受洛拔」內三郎獨孤□□」宣威將軍典駑庫內三郎拔烈蘭黃頭」前將軍內三郎鍾離侯斛律羽都居」明威將軍斛洛真軍將內三郎万忸于忿提」奮威將軍內三郎永寧子直懃苟黃」後軍將軍內三郎遂安子直懃烏地延」明威將軍內三郎［殷］普陵」寧朔將軍內三郎晉安子斛律出六拔」折沖將軍內三郎沙渠男獨孤去頹」厲威將軍內三郎達奚屈居陵」厲威將軍內三郎封平吳」厲威將軍內三郎三次」威烈將軍內三郎大□長命」伏波將軍內三郎比陽男達奚庫勾」威寇將軍內三郎契胡庫力延」威寇將軍內三郎蓋毛万言真」內三郎直懃烏地干」威寇將軍內三郎直懃解愁」威虜將軍賀渾吐略渥和稽乞魚提」威武將軍內三郎獨孤他突」廣威將軍內三郎素和具文」廣威將軍內三郎步六孤步斗官」

第4列
折沖將軍內三郎［北］德男□□匹和以斤」右將軍內三郎□□男□［和］拔□□」□□將軍內三郎□［比］首□□」輕車將軍內三郎王□□」武烈將軍內三郎□□尉□」武烈將軍內三郎直懃他莫行」輕車將軍內三郎［野］陟男□□□懃」寧遠將軍內三郎［比］陽男拔烈蘭步愛」武烈將軍內三郎獨孤乙以愛」奮武將軍內三郎趙道生」輕車將軍內三郎夾道男獨孤□□」武毅將軍內三郎□壬去右」揚烈將軍內三郎□□段去斤」揚烈將軍內三郎祁陽男大［野］□石頂」揚烈將軍內三郎靈開男茹茹命以斤」揚烈將軍內三郎永寧男斛律西婼」宣威將軍內三郎直懃斛盧」武毅將軍內三郎勅煩阿六敦」武毅將軍內三郎叱羅吳提」武毅將軍內三郎斛律伏和真」內三郎袁紇退賀拔」內三郎侯莫陳烏孤」內三郎契胡烏已」內三郎折枋俠提」內三郎素和斛提」內三郎怡吳提」內三郎奚斗孤男□」內三郎直懃阿各拔」內三郎直懃來豆眷」內三郎叱干幡引」內三郎孟菩薩」內三郎丘目陵吳提」內三郎王右右引」內三郎張僕蘭」內三郎王洛生」鷹揚將軍北部折紇真宣道男泣利傉但」左衛將軍南部折紇真平棘子李敷」宣威將軍主客折紇真俟文出六于」建威將軍□□折紇真建德子獨孤平城」遊擊將軍內都坐折紇真曲梁子叱奴［地］□」宣威將軍折紇真直懃□」中都坐折紇真」外都坐折紇真」宣威將軍□」賀渾吐略渥厙狄□」征虜將軍令方興侯素和」中堅將軍庫部內小幢將都」揚威將軍內小幢將□」宣威將軍內小幢」中堅將軍□樂」前軍將軍」鷹揚將軍」太」奮武」威虜」中壘」

第5列
宣［威］將軍□□□□」宣威將軍□□三郎幢將」宣威將軍三郎幢將」三郎幢將」三郎幢將」三郎幢將」宣威將軍三郎幢將」三郎幢將□□」陵江將軍三郎幢將□□□□」折沖將軍三郎幢將□□□□」鷹揚將軍三郎幢將□□□□」宣威將軍三郎幢將□□□□□」宣威將軍三郎幢將⧄（殘8字）」三郎幢將拔拔古斤□□」折沖將軍三郎幢將⧄（殘7字）折」三郎幢將獨孤□真」雅樂真幢將堂賓俟其［惠］前軍將軍雅樂真幢將□□子□」雅樂真幢將步六［孤］宣威將軍雅樂真」雅樂真幢將」陵江將軍」威遠將軍」宣威將軍」宣威將軍」揚武將軍」後軍將□」宣威將」後軍」⧄（殘13字）□西［將軍］□□」□將［軍］□□□□以」□將軍直懃乳樹」三郎幢將尉□□□」□□軍三郎幢將張壙比」三郎幢將□□子［長］兒大食勤」三郎幢將采洛生」⧄（殘7字）

第6列
威」威□」丹東將」輕車將」折沖將」□軍史□□□」□□□□招子□□□□」□□將軍□□□□□⧄（殘7字）史□□」□□將軍⧄（殘7字）」□□將軍」宣威將軍□令尸□那□于□」□□將軍□□□□□愛□」［右］軍將軍□□□拔天封河光」後軍將軍□都［令］□［拔禮］□有□」宣威將軍□大□令□紽莫成」都長史□□杖庫令怡長命」建中將」□□將軍」

第7列
宣威將」宣威將軍」宣威將軍」宣威將軍」威□將軍斛洛真」斛洛真□□」斛洛真□叱」斛洛真紽紇□」［宣威］將軍斛洛真」斛洛真［𥿨］直」斛洛真□賀賴內□□」斛洛真□□□」

難以判斷位置的一塊殘碑（似乎是第6列或第7列）
尒頭」豆豆歸」受禮也□」（以上為一列，還有一列）［鷹］揚將軍［斛］鷹揚將軍斛」宣威將［軍］鷹［揚］